# Zentrum für berufliche Wiedereingliederung Daïkaïna
Das Zentrum für berufliche Wiedereingliederung Daïkaïna (französisch Centre de Réinsertion Professionnelle de Daïkaïna) ist ein Gefängnis beim Dorf Daïkaïna in der Gemeinde Tillabéri in Niger.

## Baubeschreibung

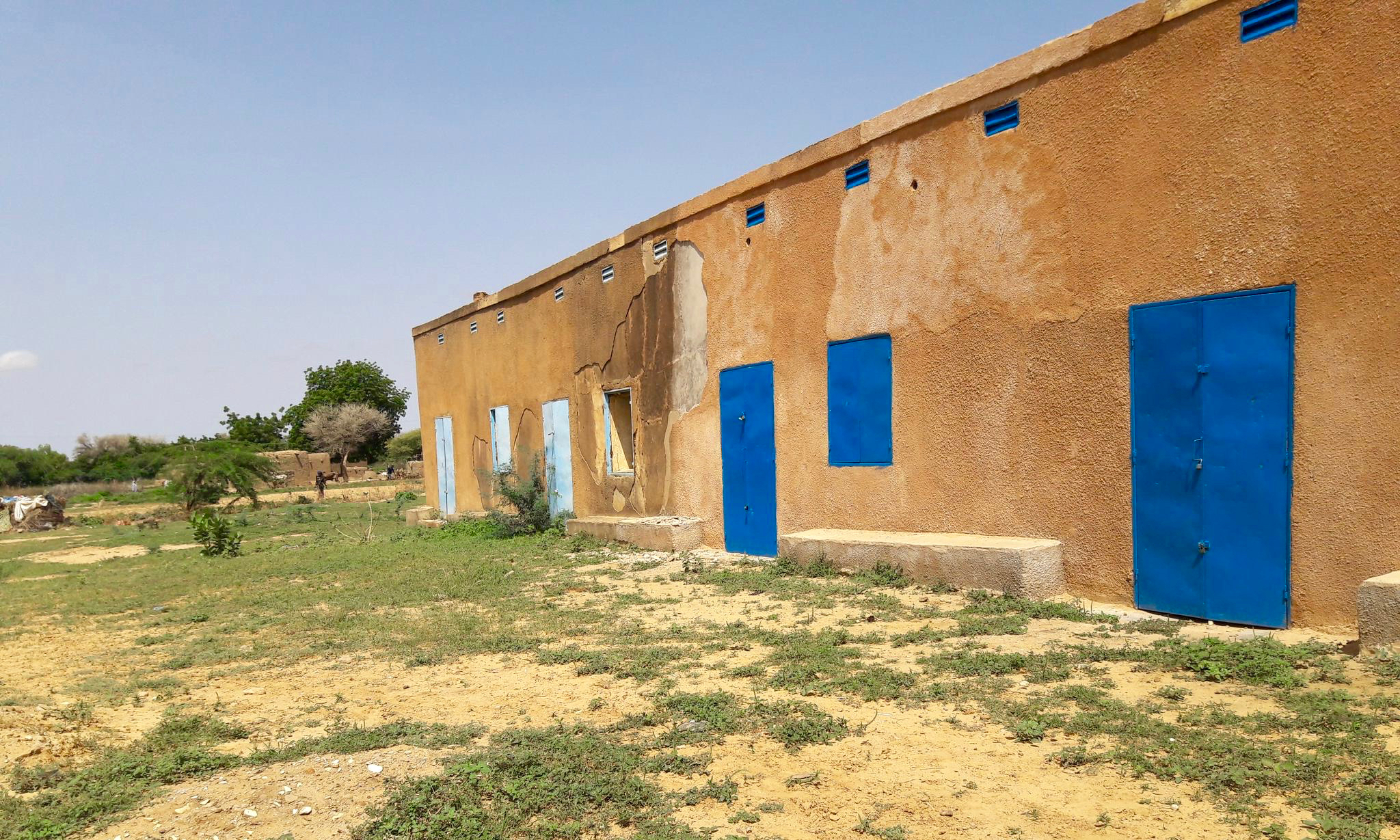
Ein Gebäude beim Zentrum für berufliche Wiedereingliederung Daïkaïna (2017)

Die Haftanstalt befindet sich südwestlich des Dorfs Daïkaïna im ländlichen Gemeindegebiet von Tillabéri, der Hauptstadt der gleichnamigen Region Tillabéri. Direkt beim Gefängnis entstand ein kleiner Weiler. Dieser hatte 730 Einwohner in 112 Haushalten bei der Volkszählung 2012 und 505 Einwohner in 65 Haushalten bei der Volkszählung 2001.
Das Zentrum für berufliche Wiedereingliederung Daïkaïna ist auf eine Aufnahmekapazität von 300 Insassen ausgelegt. Es verfügt über eine eigene Freitagsmoschee, die unter dem von 1974 bis 1987 regierenden Staatschef Seyni Kountché errichtet wurde. Die beiden nigrischen Zentren für berufliche Wiedereingliederung sollen Verurteilte aus anderen Haftanstalten aufnehmen, bei denen eine gute Führung und Bemühungen um eine soziale Wiedereingliederung festgestellt wurden. Die zweite derartige Einrichtung ist das Zentrum für berufliche Wiedereingliederung Kollo in der Gemeinde Kollo. In der Gemeinde Tillabéri gibt es mit der Haftanstalt Tillabéri ein weiteres Gefängnis.

## Geschichte
Die Anstalt wurde am 12. November 1964 als Straflager Daïkaïna, französisch Camp pénal de Daïkaïna, gegründet. Unter diesem Namen ist sie weiterhin allgemein bekannter als unter ihrer offiziellen Bezeichnung. Neben gefährlichen Kriminellen wurden hier immer wieder politische Gefangene untergebracht. Das Straflager wurde für seine schlechten Haftbedingungen bekannt.
Im Rahmen der Bekämpfung der COVID-19-Pandemie in Niger erließ Staatspräsident Mahamadou Issoufou am 30. März 2020 landesweit 1540 Gefangenen ihre restliche Haftstrafe, darunter 35 aus Daïkaïna.